# Regione di Aqmola
La regione di Aqmola è una regione del Kazakistan centrale, con capitale Kökshetau.

Questa regione, unitamente con quella di Karaganda ha la caratteristica di non toccare nessuno dei confini con altri paesi. Oltre che con la predetta regione, la regione di Aqmola confina con le regioni del Kazakistan Settentrionale (Soltustik Qazaqstan), di Pavlodar e di Qostanay.
Il territorio della regione, per la sua locazione piuttosto settentrionale, ha clima e paesaggio che lo avvicinano alla Siberia meridionale; gli inverni sono molto freddi e le estati calde, ma non eccessivamente, riducendo le condizioni di forte aridità che interessano invece le regioni più meridionali.
Nel territorio della regione sono presenti alcune miniere d'oro e carbone.

## Distretti
La regione è suddivisa in 17 distretti (audan) e 3 città autonome (qalasy): Astana, Kökšetau e Stepnogorsk.
I distretti sono:
- Aqköl
- Aršaly
- Astrahan
- Atbasar
- Būlandy
- Celinograd
- Egindiköl
- Eńbekšilder
- Erejmentau
- Esil
- Qorǧalzhyn
- Sandyqtau
- Burabay
- Šortandy
- Zerendí
- Zhaqsy
- Zharqajyń